# Groß Grabow
Koordinaten: 53° 42′ N, 12° 16′ O

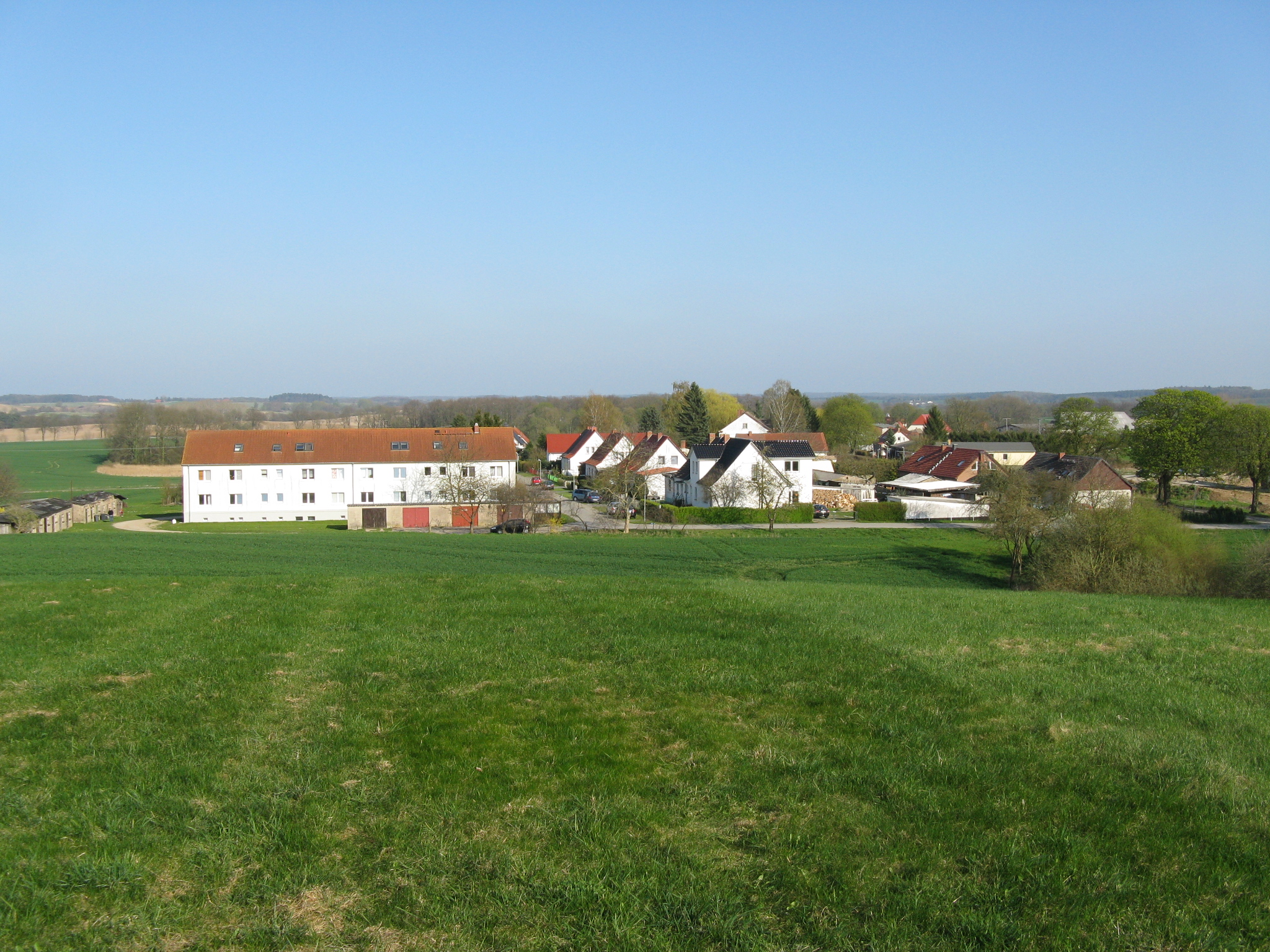
Dorfansicht von Groß Grabow

Groß Grabow ist ein Ortsteil der Stadt Krakow am See im Landkreis Rostock in Mecklenburg-Vorpommern. Die Einwohnerzahl des Ortsteils betrug am 31. Dezember 2020 143.

## Geografie und Verkehrsanbindung
Das Dorf liegt im Zentrum Mecklenburg-Vorpommerns etwa vier Kilometer nördlich von Krakow und elf Kilometer südlich der Kreisstadt Güstrow an der Landesstraße 37 (bis Ende 2015 B 103). Die Wohnbebauung erstreckt sich vor allem westlich der Bundesstraße. Das Gelände ist hügelig und erreicht mit dem am westlichen Ortsrand gelegenen Scheven Barg (Schiefen Berg) 69,2 m ü. NHN. Zur nordöstlich des Ortes fließenden Nebel fällt es auf etwa 25 Meter ab. Die Umgebung ist durch Ackerflächen geprägt. Vereinzelt sind in Senken Feuchtgebiete zu finden.
Die L 37 verbindet den Ort mit Krakow und Güstrow. Die nächste Anschlussstelle zur Bundesautobahn 19 liegt bei Kuchelmiß. Eine kopfsteingepflasterte Kastanienallee führt zum ehemaligen Bahnhaltepunkt Klein Grabow an der Bahnstrecke Güstrow–Meyenburg. Seit der Einstellung des Personennahverkehrs auf der Strecke befindet sich der nächstgelegene im Personenverkehr betriebene Bahnhof in Güstrow.

## Geschichte

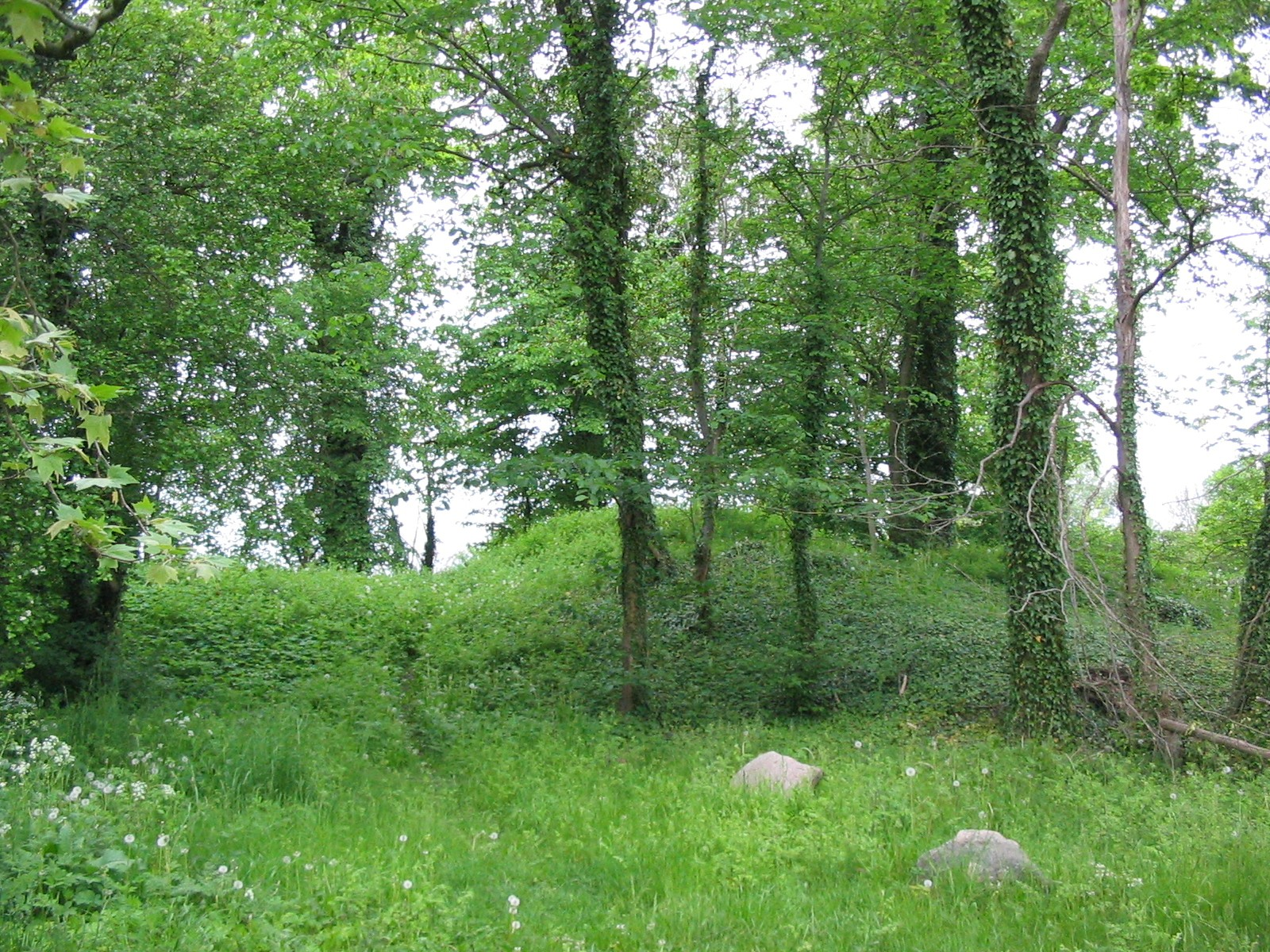
Reste des frühdeutschen Turmhügels

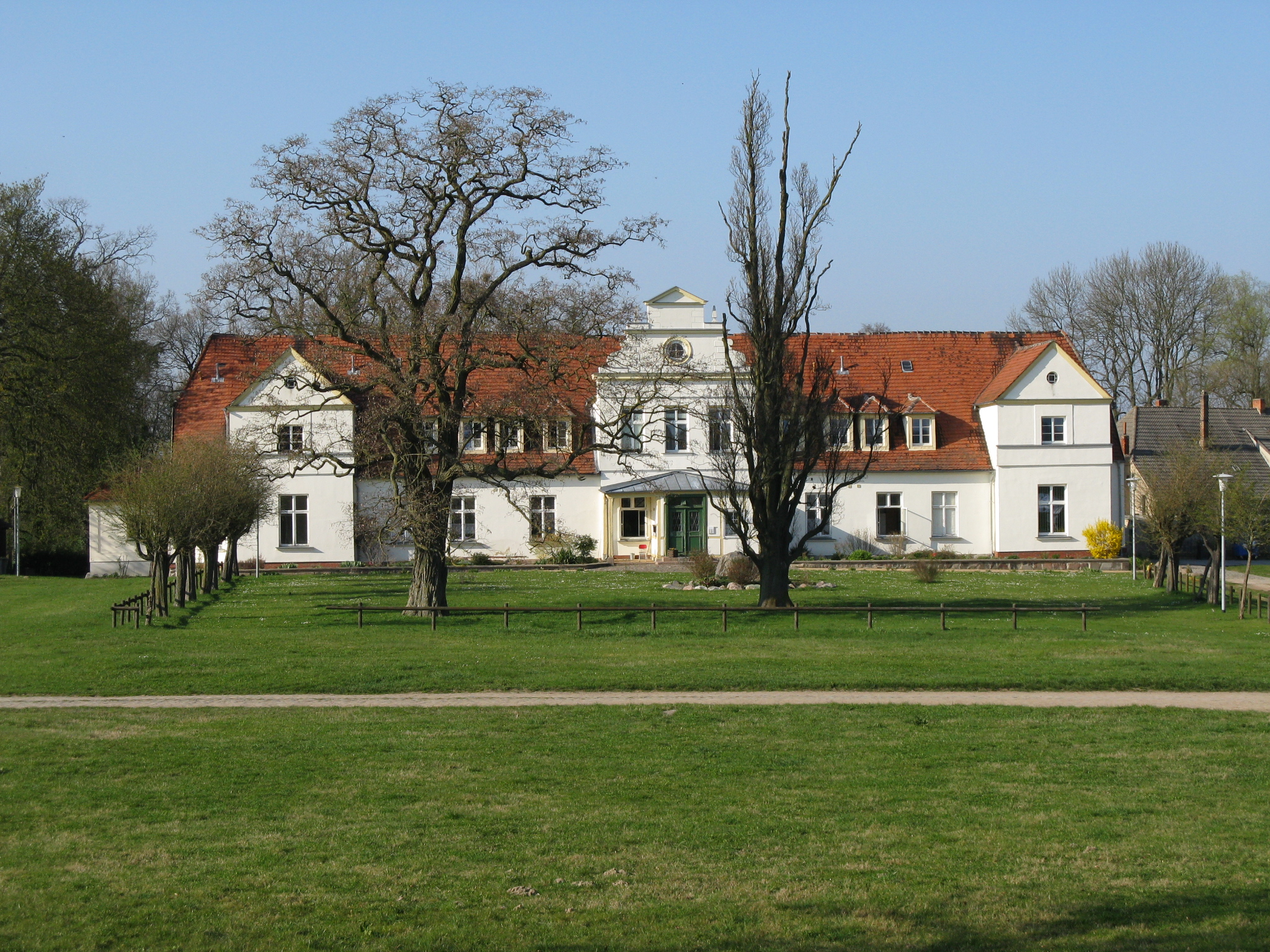
Gutshaus

Die erste urkundliche Erwähnung Groß Grabows stammt vom 21. September 1419.
Etwa im Zeitraum 1200 bis 1500 entstanden im Dorf Burganlagen in Form zweier Turmhügel. Dies waren auf Anhöhen errichtete Türme, um die sich Gräben befanden und die die Verfügungsgewalt von Lokatoren über das Gebiet sichern sollten. Um die Turmhügel entstanden Siedlungen von deutschen Einwanderern und vermutlich auch slawischen Bevölkerungsgruppen. In einer Vermessungskarte aus dem Jahr 1758 sind noch beide Turmhügel verzeichnet. Erhalten sind nur Reste eines Hügels.
Eigentümer der Burg war die aus Westfalen stammende, niederadlige Ritterfamilie von Cölln. Durch sie wurde 1237 die Burg Cölln (heute: Kölln, Gemeinde Hoppenrade) errichtet. Ab 1280 bis zu Beginn des 16. Jahrhunderts sind die Cöllns als Besitzer der Burg in Groß Grabow nachweisbar. Nahe den Turmhügeln entstand die Gutsanlage. Nach dem Dreißigjährigen Krieg breiteten sich auf großen Teilen des ehemaligen Ackerlandes Wälder aus. Eine großflächige Rodung und Rekultivierung erfolgt erst etwa 100 Jahre nach Ende des Krieges.
Das Gut wurde 1667 von den Levetzow erworben. Es befand sich bis 1778 in ihrem Besitz. Zum Gut Groß Grabow gehörte auch die Meierei in Grube (heute: Charlottenthal). Es wird vermutet, dass unter den Levetzows das Gutshaus in Groß Grabow errichtet wurde. 1842 erwarb Wilhelm Carls das Gut, von 1851 bis 1895 ging es in den Besitz von Friedrich Wilhelm Carls über, danach, von 1896 bis 1917, in den Besitz von Franz Wodarg. Bis zur Enteignung im Jahr 1945 wurde das Gut durch Otto Hecker bewirtschaftet. Nach dem Zweiten Weltkrieg wurde das Areal zunächst Landesgut und danach Volkseigenes Gut. 1993 folgte die Privatisierung. Das Gutshaus diente in der DDR-Zeit als Wohnhaus. Nach 1990 wurde es saniert und bietet inzwischen psychisch erkrankten Menschen Unterkunft.
Das ehemalige Schulgebäude des Ortes wurde 1903 errichtet. In ihm wurde bis 1966 unterrichtet, später diente es als Dorfkonsum, bis in den 1980er Jahren die Verkaufsstelle in einen eingeschossigen Ersatzneubau in direkter Nachbarschaft zog. Das ehemalige Schulgebäude wird bis heute als Wohnhaus genutzt. Die Verkäufsräume des neuen Konsums wurden nach seiner Schließung zu Wohnzwecken umgebaut, standen jedoch zuletzt leer (Stand: Juni 2010).
Die zuvor eigenständige Gemeinde Groß Grabow wurde am 1. Juli 1950 nach Charlottenthal eingemeindet. Seit der Eingemeindung von Charlottenthal nach Krakow am See am 1. Januar 2002 ist Groß Grabow ein Ortsteil dieser Stadt.

### Einwohnerentwicklung
- 1855: 202
- 1890: 199 (mit dem Ort Windfang)
- 1939: 147
- 1942: 203
- 1950: 226[2]

## Sehenswürdigkeiten

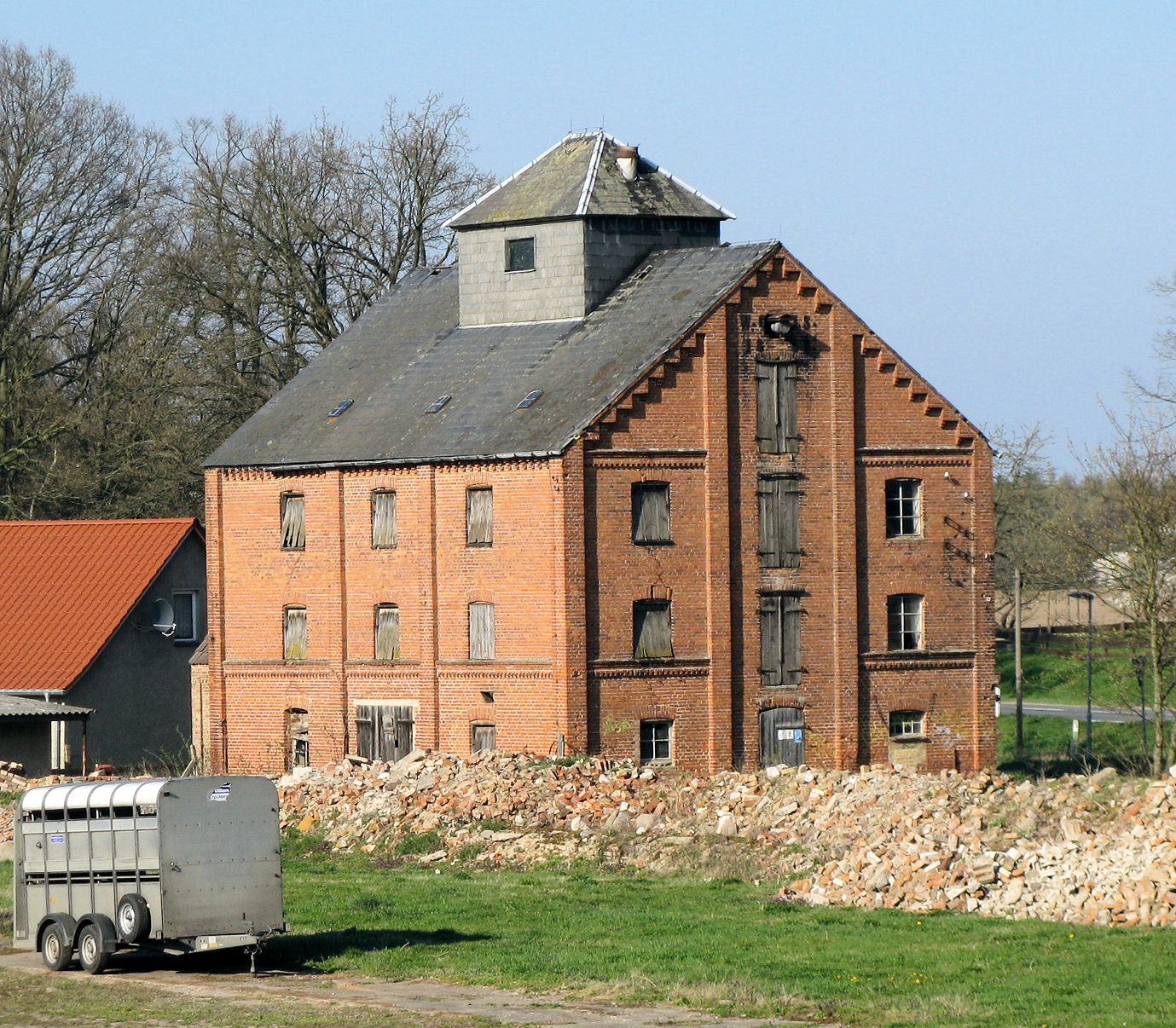
Speicher

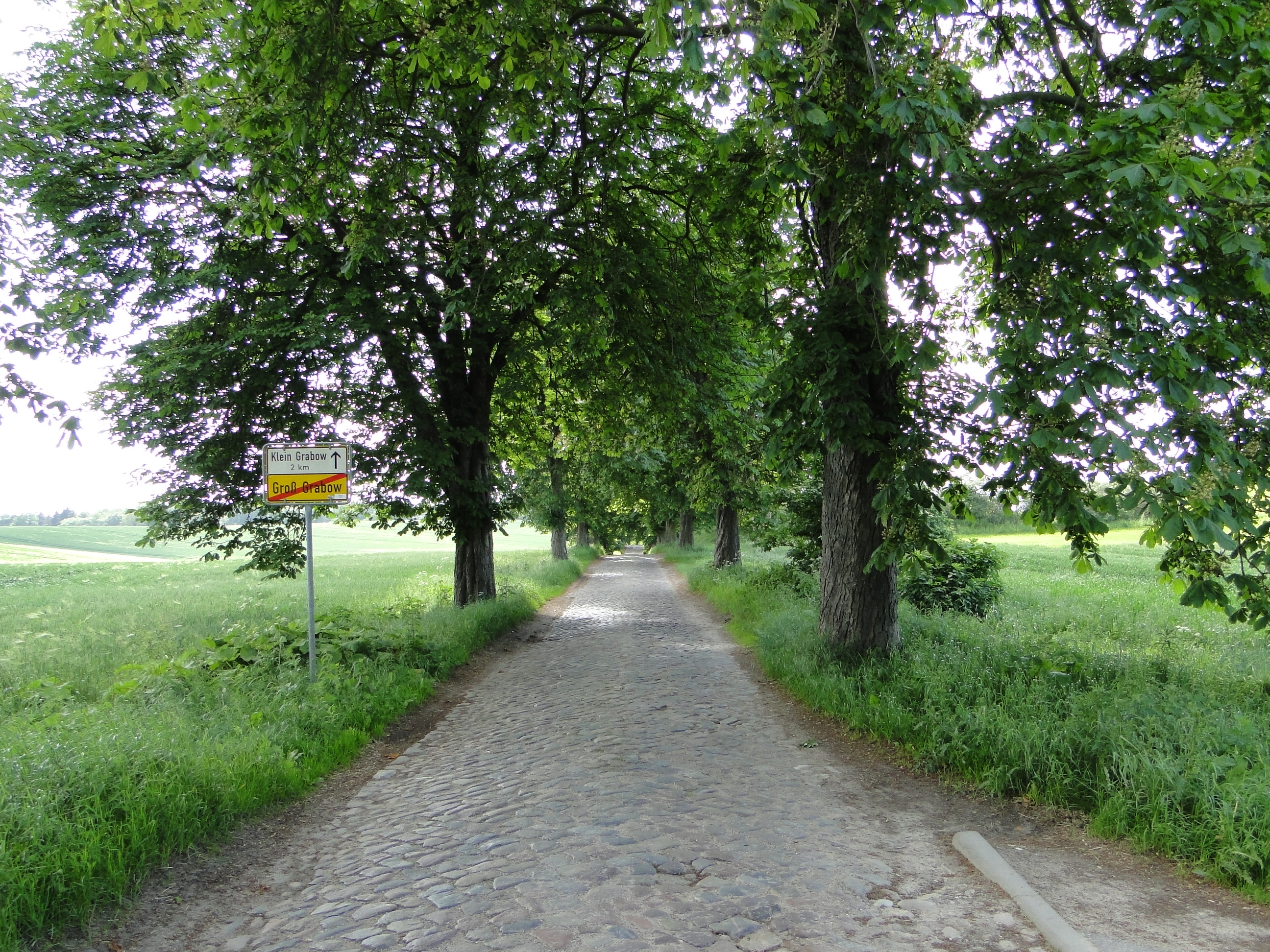
Kastanienallee

### Gutshaus und -hof
Das Gutshaus stammt vermutlich aus dem Ende des 17. oder Anfang des 18. Jahrhunderts und erfuhr später Um- und Anbauten. Es handelt sich um einen eingeschossigen Putzbau auf einem Feldsteinfundament mit hofseitig zwei Seiten- und einem zweigeschossigen Mittelrisaliten. Letzterer besitzt einen im Renaissancestil gestalteten Giebel. Neben dem Gutshaus sind einige Wirtschaftsgebäude, wie etwa Ställe, die Schmiede und ein Speicher erhalten.

### Turmhügel
Von der Anlage sind nur noch der 38 Meter im Durchmesser und maximal 4,5 Meter in der Höhe messende Hügel, die Fundamente des Wehrturms und Reste des den Hügel umgebenden Grabens vorhanden. Die Fundamente wurden später, nach Einzug einer teils tonnengewölbten Steindecke, als Eiskeller genutzt. Daher rührt auch die Bezeichnung „Eiskellerberg“. Im Rahmen einer Arbeitsbeschaffungsmaßnahme wurde das Gelände 1998 aufgeräumt und für Besucher hergerichtet. Heute dient der teilvermauerte und mit Metallgittern verschlossene Keller Fledermäusen als Unterkunft.

### Weitere Sehenswürdigkeiten
- Kulturhaus

Das Kulturhaus wurde in den Jahren 2011–2014 saniert und wird jetzt als Gästehaus genutzt. Der ursprüngliche Charakter blieb erhalten, so dass darin auch ein großer Saal mit Bühne für kulturelle und andere Veranstaltungen genutzt werden kann.
- kopfsteingepflasterte Kastanienallee zum ehemaligen Bahnhaltepunkt Klein Grabow